# Gynoplistia (Gynoplistia) tenuistylus
Gynoplistia (Gynoplistia) tenuistylus is een tweevleugelige uit de familie steltmuggen (Limoniidae). De soort komt voor in het Australaziatisch gebied.